# An van der Wiel-Bosch
Anni (An) van der Wiel-Bosch (Hillegersberg, 29 augustus 1935 – Etten-Leur, 29 juni 2025) was een Nederlands politica namens D66.

## Loopbaan
Ze was werkzaam als radiologisch laborante en werd later hoofd van een röntgenafdeling. Van der Wiel-Bosch was gemeenteraadslid in Haaksbergen en, na een verhuizing, mede-heroprichter van de D66-afdeling Etten-Leur. Ze zat lang in de Provinciale Staten van Noord-Brabant waar ze in drie perioden vicefractievoorzitter was. In 1987 was ze lijsttrekker bij de Provinciale Statenverkiezingen. 
Van 7 maart 1995 tot 13 juni 1995 was Van der Wiel-Bosch lid van de Eerste Kamer. Ze volgde Jan Vis op die toegetreden was tot de Raad van State en keerde drie maanden later na de Eerste Kamerverkiezingen van 1995 niet terug. In januari 2014 kreeg Van der Wiel-Bosch uit handen van partijvoorzitter Fleur Gräper–van Koolwijk de Jet de Bussypenning uitgereikt voor 44 jaar inzet voor D66.
Van der Wiel-Bosch overleed op 29 juni 2025 op 89-jarige leeftijd.
- Parlement.com: vg09llmaheyi